# Trachyleberididae
Trachyleberididae är en familj av kräftdjur. Enligt Catalogue of Life ingår Trachyleberididae i överfamiljen Cytheroidea, ordningen Podocopida, klassen musselkräftor, fylumet leddjur och riket djur, men enligt Dyntaxa är tillhörigheten istället ordningen Podocopida, klassen musselkräftor, fylumet leddjur och riket djur. Enligt Catalogue of Life omfattar familjen Trachyleberididae 116 arter. 

## Dottertaxa till Trachyleberididae, i alfabetisk ordning[1][2]
- Abyssophilos
- Acanthocythereis
- Actinocythereis
- Acuticythereis
- Agrenocythere
- Ambocythere
- Ambtonia
- Apatihowella
- Basslerites
- Bradleya
- Buntonia
- Campylocythere
- Caribbella
- Carinocythereis
- Cativella
- Celtia
- Cletocythereis
- Climacoidea
- Clinocthereis
- Costa
- Cythereis
- Dutoitella
- Echinocythereis
- Glencoeleberis
- Henryhowella
- Legitimocythere
- Neolophocythere
- Occultocythereis
- Philoneptunus
- Ponticocythereis
- Pterygocythere
- Pterygocythereis
- Puriana
- Quadracythere
- Rabilimis
- Robertsonites
- Rugocythereis
- Taracythere
- Trachyleberidea
- Trachyleberis
- Wichmannella